# Smrče
Smrče (cyr. Смрче) – wieś w Czarnogórze, w gminie Kolašin. W 2011 roku liczyła 14 mieszkańców.